# アルブレヒト4世 (オーストリア公)
アルブレヒト4世（Albrecht IV., 1377年9月19日 - 1404年9月14日）は、オーストリア公（在位：1395年 - 1404年）。当時ハプスブルク家の本流であったアルブレヒト系ハプスブルク家の当主で、アルブレヒト3世の一人息子。母はニュルンベルク城伯フリードリヒ5世の娘ベアトリクス。
1390年にバイエルン＝シュトラウビング公アルブレヒト1世の娘ヨハンナ・ゾフィー（1373年頃 - 1410年）と結婚し、1男1女をもうけた。
- マルガレーテ（1395年 - 1447年） - バイエルン＝ランツフート公ハインリヒ16世（又従兄にあたる）と結婚
- アルブレヒト5世（1397年 - 1439年） - ローマ王、ハンガリー王、ボヘミア王